# Kashipura, Pavagada
Kashipura là một làng thuộc tehsil Pavagada, huyện Tumkur, bang Karnataka, Ấn Độ.